# Floyd Mayweather, Jr.
Floyd Joy Mayweather, Jr., född 24 februari 1977 i Grand Rapids, Michigan, är en amerikansk professionell boxare. Han är son till Floyd Mayweather, Sr. som också var professionell boxare.
Mayweather har varit världsmästare i fem olika viktklasser. Den 12 december 2007, efter matchen mot Ricky Hatton, meddelade Mayweather att han lagt av med boxningen men gjorde comeback den 19 september 2009 mot Juan Manuel Marquez och vann matchen på poäng. 
Den 1 maj 2010 mötte Mayweather Shane Mosley och vann matchen på poäng. Många experter och fans menade därefter att den enda motståndaren som fanns kvar för Mayweather var den filippinske boxaren Manny Pacquiao. Den 2 maj 2015 möttes de två. Matchen slutade med poängvinst för Mayweather efter 12 ronder.
Mayweather har som professionell boxare 50 segrar varav 27 kommit via knockout.
Mayweather är idag mentor åt den svenske boxaren Badou Jack.
År 2011 dömdes Mayweather till fängelse i 90 dagar efter att ha misshandlat sin flickvän Josie Harris framför deras gemensamma son. Han har också bland annat misshandlat modern med en bildörr (2002) och attackerat två kvinnor i Las Vegas år 2003, vilket han fick sex månaders fängelse för.